# Buen kulturhus
58°01′33.33″N 7°27′24.76″Ø / 58.0259250°N 7.4568778°Ø
Buen kulturhus er et flerbrugs kulturhus i Mandal i Vest-Agder fylke i Norge, der åbnede i 2012. Huset indeholder et bibliotek, kunstgalleri, biografer, sale tilpasset til teater, dans, koncerter etc. og kulturskole. Desuden er der en café og udendørs legeplads. På den østtlige side af huset, er taget dækket med græstørv. Bygningen kostede 210 mio. norske kroner. Arkitekt var danske 3XN (København).
Flydende i Mandalselven findes "Denne rogna klekkes snart", et kunstværk af Maria Koolen Hellmin.
Over floden Mandalselven i centrum af Mandal fører en ny gangbro ved siden af bygningen.